# 双被杜鹃
双被杜鹃（学名：Rhododendron bivelatum）为杜鹃花科杜鹃花属下的一个种。

## 扩展阅读
- 維基物種上的相關：双被杜鹃